# Коллектив
Коллекти́в (от лат. collectivus — собирательный) — группа лиц, объединённых какой-либо общей деятельностью, работой, учёбой, решением определённой общественной задачи. В более широком смысле — люди, объединённые общими идеями, потребностями, интересами.

## Особенности
По виду деятельности различают трудовые, учебные, воинские, партийные, бытовые, спортивные, художественной самодеятельности и другие коллективы. Например, хор представляет собой коллектив певцов.
Коллективом, как правило, именуют относительно небольшое (по сравнению с социальными группами), и устойчивое в рамках какой-то организации объединение людей. Размер коллектива, как малой группы, обуславливает возможность непосредственных индивидуальных отношений между его членами. Коллектив, как объединение людей, складывается на основе целей, достижение которых требует наличия внутренней структуры коллектива, необходимость органов управления или самоуправления. Групповые интересы коллектива сосуществуют и сочетаются с интересами общества в целом, с одной стороны, и с индивидуальными интересами его членов, с другой стороны.
Организационная структура коллектива зависит от его размера и задачи, может быть одно-, двух- или многоступенчатой. Коллектив обладает официальной (формальной) и социально-психологической (неофициальной) структурой, которая складывается на основе личных отношений.
Состав коллектива является относительно устойчивым, но не неизменным; эти изменения происходят как по объективными причинами (законодательство, демографические изменения и др.), так и по субъективными причинам, связанными с характером отношений внутри коллектива. Некоторые коллективы изменяют свой состав периодически (учебные и воинские коллективы), некоторые существуют только ограниченное время, нужное для решения конкретной задачи (например, коллектив строителей крупного объекта, коллектив ученых в совместно научном проекте).

### Трудовой коллектив
Трудовым коллективом называется коллектив работников одного предприятия; в России «трудовой коллектив» рассматривается законодательством, как совокупность всех работников предприятия, участвующих в его деятельности на основе трудовых договоров, независимо от организационно-правовой формы предприятия.
Трудовой коллектив, с одной стороны является социальным институтом, то есть одной из форм организации совместной деятельности людей, а с другой — является одним из видов социальной общности. Трудовой коллектив — важный элемент социальной структуры общества.
Различают первичные, вторичные, формальные и неформальные трудовые коллективы. Внутренняя структура трудового коллектива объединяет группы работников по разным признакам: по их роли в управлении, по виду выполняемых работ в зависимости от внутреннего разделения труда (функциональная структура), по их профессии и квалификации или стажу, а также по полу и возрасту (социально-демографическая структура). На социальные характеристики трудового коллектива влияет форма собственности предприятия, сфера деятельности, численность работников.
В трудовом коллектива работники, помимо трудовой деятельности, реализуют и другие потребности: социальные, рекреационные, бытовые и др. Поддержание такой многофункциональности трудового коллектива, хотя и может требовать специальных организационных усилий и денежных расходов, благотворно влияет на выполнение основных задач за счёт уменьшения текучести кадров, улучшения здоровья и работоспособности, улучшения отношения людей к трудовым обязанностям.
В современной социологии понятия трудового коллектива и трудовой организации могут разграничиваться; существует несколько разных классификаций социальных процессов, протекающих в трудовых коллективах и организациях.

### В военном деле
В военном деле воинский коллектив — это личный состав воинской части (формирования).

6. В целях поддержания высокой воинской дисциплины в воинской части (подразделении) командир обязан:
- изучать личные качества подчинённых, поддерживать определённые воинскими уставами правила взаимоотношений между ними, сплачивать воинский коллектив, укреплять дружбу между военнослужащими различных национальностей; …— Глава 1. Общие положения, Дисциплинарный устав ВС России, от 1993 года.

## Отношения в коллективе
В коллективах складывается особый тип межличностных отношений и проявляются социально-психологические закономерности, отличные от закономерностей в других видах групп. Для коллектива характерна высокая сплоченность, понимаемая как ценность. Резкие противоречия между личными и коллективными интересами отсутствуют, эффективность деятельности взаимозависима с благоприятным социально-психологическим климатом в группе. С увеличением размера группы мотивация к совместной деятельности не ослабевает и вклад, вносимый его членами в общее дело, не снижается, сохраняется уровень групповой эмоциональной идентификации. В отличие от случайных групп, в коллективе вероятность оказания помощи пострадавшему не уменьшается с увеличением числа очевидцев.

## Подходы
Коллектив, как термин и как явление, превозносился в советской социальной психологии и оказался относительно игнорируемым в современной российской психологии. В результате общественно-политических условий советского строя положительные качества, присущие коллективу, принципы коллективизма, декларировались более, чем проявлялись в реальности, что привело к частичной дискредитации и самого явления и термина.
В настоящее время, даже при сохранении положительного отношения к принципам коллективизма и к положительным качествам, присущим коллективу, как способу организации, чаще принято заменять употребления термина «коллектив» на «команду», говорить о «командном духе»
Целенаправленное поведение группы людей, основанное на осознании связи общих усилий членов коллектива и возможности достижения желаемого результата рассматривается как особый вид социального поведения — коллективное действие.